# Joker (nhân vật)
Joker là một nhân vật hư cấu siêu ác nhân (supervillain) xuất hiện trong truyện tranh Hoa Kỳ được xuất bản bởi DC Comics, được biết đến như là kẻ thù truyền kiếp (archenemy) của siêu anh hùng Batman. Nhân vật này được tạo hình bởi Jerry Robinson, Bill Finger, và Bob Kane, và xuất hiện lần đầu cùng lúc với Catwoman trong tập truyện Batman #1 (ngày 25 tháng 4 năm 1940). Hình tượng Joker được lấy cảm hứng từ quân bài Joker trong bộ bài Tây và một số hình tượng khác.

## Tiểu sử
Joker được biết đến là kẻ thù lâu năm và khó chịu nhất của Batman, là đại diện cho "tất cả mọi thứ mà Batman chống lại." Ngoại hình, tính cách, điệu cười cùng những câu nói hay trò đùa của hắn thường để lại ấn tượng sâu sắc cho khán giả và độc giả. Thân phận của hắn rất bí ẩn, tên thật chưa bao giờ được tiết lộ, chỉ biết rằng hắn là một thiên tài tội phạm với tính cách vô cùng quái gở, những kẻ khác còn gọi hắn là "gã hề" (the clown). Joker rất khó nắm bắt, thường có những kế hoạch chi tiết với độ chính xác cao trong những lần phạm tội. Trong rất nhiều trường hợp Batman không thể đoán được bước đi tiếp theo của Joker là gì và bị rơi vào bẫy của hắn. Joker có một mối quan hệ đặc biệt với Harley Quinn, hai người họ thường hành động cùng nhau tạo nên một trong những cặp đôi tai tiếng bậc nhất trong thế giới truyện tranh.
Joker không sở hữu năng lực đặc biệt nào nhưng bù lại hắn vô cùng nhanh nhẹn, có võ công cao cường, có kỹ năng chiến đấu cũng như kỹ năng sử dụng vũ khí thành thạo. Joker có khả năng chế tạo ra những loại chất độc hóa học, chất nổ, và nhiều loại vũ khí tự chế nguy hiểm khác. Nhưng thứ đáng sợ nhất chính là bộ não thiên tài nhưng điên rồ của hắn. Joker là thành viên của các tổ chức tội phạm khét tiếng như "Injustice Gang" và "Injustice League".

## Hình tượng Joker trong các phương tiện đại chúng khác
Ngoài truyện tranh, có vô số phim hoạt hình, games cũng như các bộ phim điện ảnh lấy cảm hứng từ cuộc chiến Batman - Joker và thành công vang dội. Với chất giọng và điệu cười đặc biệt, diễn viên Mark Hamill là người thành công nhất trong việc lồng tiếng Joker, ngoài ra các diễn viên khác như Michael Emerson hay Troy Baker cũng tham gia lồng tiếng Joker qua các thời kỳ. Series games Batman: Arkham là một trong số rất ít tựa game về đề tài siêu anh hùng cực kỳ thành công với điểm số đánh giá trung bình rất cao ở cả Metacritic và GameRankings (Mark Hamill và Troy Baker lần lượt lồng tiếng cho nhân vật Joker). Ngoài ra Joker còn có mặt trong tựa game đối kháng Injustice: Gods Among Us năm 2013.
Trên màn ảnh cũng có rất nhiều diễn viên tái hiện thành công hình tượng Joker mà có thể kể đến như Cesar Romero trong series phim truyền hình Batman năm 1960, Jack Nicholson trong phim Batman năm 1989, và Heath Ledger trong phim The Dark Knight năm 2008 (vai diễn đã giúp Ledger thắng Giải Oscar cho nam diễn viên phụ xuất sắc nhất, truy tặng sau khi anh qua đời). Trong loạt phim truyền hình ăn khách Gotham (2014 - nay), một phiên bản Joker trẻ mới xuất hiện dưới sự thể hiện của nam diễn viên Cameron Monaghan cũng gây được ấn tượng mạnh đối với khán giả.

## Sức ảnh hưởng trong văn hóa đại chúng
Joker là một trong những nhân vật truyện tranh có tuổi đời rất cao và cũng là một trong những nhân vật được yêu thích nhất mọi thời đại. Hình tượng Joker đã vượt qua ranh giới truyện tranh và trở thành một biểu tượng văn hóa đại chúng, hắn luôn được nhắc đến như là nhân vật siêu tội phạm vĩ đại nhất từng được tạo ra. Joker có mặt trên rất nhiều sản phẩm như quần áo, cốc chén, hay các món đồ trang trí khác.
Năm 2006, Joker xếp số 1 trong danh sách "100 siêu tội phạm vĩ đại nhất mọi thời đại" ("Top 100 Greatest Villains Ever") của tạp chí Wizard, còn trong danh sách "200 nhân vật truyện tranh vĩ đại nhất mọi thời đại" ("200 Greatest Comic Book Characters of All Time") của tạp chí này năm 2008 thì Joker đứng ở vị trí số 5. IGN xếp Joker vị trí thứ 2 trong danh sách "Top 100 siêu tội phạm mọi thời đại trong thế giới truyện tranh" năm 2009 ("Top 100 Comic Book Villains of All Time"). Tạp chí Empire xếp Joker ở vị trí thứ 8 trong danh sách "Top 50 nhân vật truyện tranh của mọi thời đại" ("Top 50 Comic Book Characters"). Trong danh sách "25 siêu tội phạm vĩ đại nhất mọi thời đại" của tạp chí Complex ("The 25 Greatest Comic Book Villains of All Time") năm 2013, Joker đứng ở ví trí số 1.
Ngoài ra, nhân vật Joker do Jack Nicholson thể hiện trong phim Batman năm 1989 đứng thứ 45 trong Danh sách 100 anh hùng và kẻ phản diện của Viện phim Mỹ ("AFI's 100 Years...100 Heroes & Villains"), còn nhân vật Joker của Heath Ledger trong The Dark Knight xếp thứ 3 trong danh sách "100 nhân vật điện ảnh vĩ đại nhất" ("100 Greatest Movie Characters") của tạp chí Empire. Năm 2013, tạp chí Time xếp nhân vật Joker ở vị trí số một trong "10 nhân vật điện ảnh phản diện hay nhất" ("Super Bad: 10 Best Movie Supervillains").  Nhân vật Joker trong series games Batman: Arkham xếp thứ 22 trong danh sách "Top 100 nhân vật phản diện trong games" ("100 Best Villains in Video Games") của GamesRadar.

## Những câu nói ấn tượng
- "Chỉ cần một ngày tồi tệ thôi để biến một kẻ tỉnh táo nhất thành một gã điên." (Truyện tranh The Killing Joke, 1988).
- "Nếu mày phải giải thích trò đùa, thì sẽ không có trò đùa nào hết!" (Truyện tranh Mad Love, 1994).
- "Tao đâu có bị điên, tao chỉ tỉnh táo khác tụi bây thôi." (Truyện tranh Batman and Robin #14, 2010)
- "Đã có ai nhìn thấy con Dơi to béo xấu xa kia chưa? Tao cảnh báo tụi bây, hắn trông có vẻ ngu và nói chuyện nghe ngu ngu vậy thôi nhưng đừng để những thứ đó đánh lừa, hắn đúng là một thằng ngu đích thực đấy!" (Trò chơi Batman: Arkham Asylum, 2009).
- "Cứ an tâm mà chết đi Dơi ạ, đã có tao ở đây để bảo vệ Gotham rồi! Tao sẽ làm việc đó rất tốt đấy." (Trò chơi Batman: Arkham City, 2011).
- "Tao đã giết bạn gái của mày, đầu độc cả Gotham, và trời ạ... nó thậm chí còn chưa phải là món khai vị đâu! Nhưng thế thì sao chứ? Tất cả chúng ta đều biết là mày sẽ cứu tao mà." (Trò chơi Batman: Arkham City, 2011).
- "Nói tao nghe xem, anh bạn. Mày đã bao giờ khiêu vũ với ác quỷ dưới ánh trăng mờ chưa?" (Phim Batman, 1989).
- "Sao phải nghiêm túc vậy chứ?!" (Phim The Dark Knight, 2008).
- "Nếu mày giỏi một thứ gì đó, đừng bao giờ làm nó miễn phí." (Phim The Dark Knight, 2008).
- "Tao tin rằng những gì không thể giết chết mày sẽ khiến mày... dị hợm hơn." (Phim The Dark Knight, 2008).
- "Thấy chưa, tao đâu phải là ác quỷ, tao chỉ đi trước thời đại mà thôi." (Phim The Dark Knight, 2008).
- "Điều tệ nhất khi mắc bệnh tâm thần là mọi người muốn mày cư xử như thể mày không mắc bệnh."(Phim Joker, 2019).